# Semiothisa trifasciata
Semiothisa trifasciata är en fjärilsart som beskrevs av Alpheus Spring Packard 1874. Semiothisa trifasciata ingår i släktet Semiothisa och familjen mätare. Inga underarter finns listade i Catalogue of Life.